# Gerald R. Ford Institute for Public Policy and Service
Le Gerald R. Ford Institute for Public Policy and Service est un institut d'administration publique de l'université privée d'arts libéraux du Collège d'Albion localisé à Albion dans le Michigan aux États-Unis.
L'institut tire l'origine de son nom dans le président américain Gerald Ford qui a créé l'institut en 1977. Les cours sont donnés par les professeurs du Collège d'Albion auquel l'institut est lié.